# Herbert Gintis
Herbert Gintis (Filadelfia, Pensilvania, 11 de febrero de 1940-Northampton, Massachusetts, 5 de enero de 2023) fue un científico del comportamiento, educador y escritor norteamericano. Destacó en el campo de la ciencia económica por sus ideas sobre el altruismo, la cooperación, la teoría de juegos epistémica, coevolución gen-cultura, los salarios de eficiencia, la reciprocidad fuerte, y la teoría de capital humano. Gintis también escribió extensamente sobre comportamiento, evolución, y teoría de juegos epistémica.

## Biografía
Gintis recibió su licenciatura en Matemáticas de la Universidad de Pensilvania en 1961. Al año siguiente, recibió una maestría en Matemáticas por la Universidad de Harvard. En 1969, recibió un doctorado en Economía por la Universidad de Harvard después de la aceptación de su tesis: Alienation and power: towards a radical welfare economics.
Trabajó extensamente con el economista Samuel Bowles. El activista Martin Luther King pidió tanto a Gintis como a Bowles escribir artículos para el "Marzo de los Pobres" de 1968. Gintis y otros también fueron cofundadores de la Unión de Economistas Políticos Radicales (1968).
Gintis fue profesor en la Universidad Central Europea, profesor emérito de la Universidad de Massachusetts y profesor externo en el Santa Fe Institute.